# Ezechiel N’Douassel
Ezechiel Aliadjim N’Douassel (arabisch إيزيكييل ندواسل; * 22. April 1988 in N’Djamena; auch in den Schreibweisen Ezechiel Ndouasel oder Ezechiel Ndouassel) ist ein tschadischer Fußballspieler. Der 1,90 Meter große Stürmer begann seine Profikarriere 2006 beim tschadischen Verein Tourbillon FC und spielte seitdem für verschiedene Clubs in Algerien, Tunesien, der Türkei, Israel und Indonesien. Seit 2005 ist N’Douassel ein wichtiger Bestandteil der tschadischen Nationalmannschaft, für die er in 49 Spielen 14 Tore erzielte und damit sowohl Rekordspieler als auch Rekordtorschütze seines Landes ist.

## Vereinskarriere
Ezechiel N’Douassel begann seine Profikarriere 2006 beim tschadischen Verein Tourbillon FC, bevor er 2007 nach Algerien wechselte und für MC Oran und USM Blida spielte. Bei USM Blida machte er mit starken Leistungen auf sich aufmerksam und erzielte in der Saison 2008/09 fünf Tore in 15 Einsätzen. Im Juli 2009 stand der Stürmer kurz vor einem Wechsel zum belgischen Klub F.C.V. Dender E.H., kehrte jedoch aufgrund vertraglicher Probleme zu USM Blida zurück.
Im Januar 2011 unterschrieb N’Douassel einen Vierjahresvertrag beim tunesischen Verein Club Africain Tunis, mit dem er 2011 das Finale des CAF Confederation Cup erreichte. Nach Stationen bei Terek Grozny und Torku Konyaspor kehrte der Stürmer 2014 kurzzeitig zu Club Africain zurück, bevor er für NA Hussein Dey und CS Sfaxien auflief. Im September 2016 wechselte der Tschader nach Israel zu Hapoel Ironi Kirjat Schmona, verließ den Klub jedoch bereits im Januar 2017 und schloss sich für den Rest der Saison Hapoel Tel Aviv an.
Im August 2017 unterzeichnete N’Douassel einen Vertrag beim indonesischen Erstligisten Persib Bandung, wo er in der Saison 2018 mit 17 Treffern Torschützenkönig des Teams wurde. Nach zweieinhalb erfolgreichen Jahren bei Persib wechselte der Stürmer im Januar 2020 zum Ligakonkurrenten Bhayangkara Presisi Indonesia FC. Dort erzielte N’Douassel gleich in seinem Ligadebüt einen Treffer beim 2:2 gegen Persija Jakarta. In der Saison 2021 zeigte sich der Stürmer besonders treffsicher und erzielte unter anderem einen Doppelpack beim 2:1-Sieg über Persiraja Banda Aceh. Nach seinem Abschied von Bhayangkara im März 2022 war N’Douassel zunächst vereinslos, ehe er sich im Jahr 2024 dem indonesischen Zweitligisten Persela Lamongan anschloss, für den er aktuell als Mittelstürmer mit der Rückennummer 10 aufläuft.

## Nationalmannschaft
Ezechiel N’Douassel ist seit 2005 ein fester Bestandteil der tschadischen Fußballnationalmannschaft und hat sich im Laufe der Jahre zu einem der wichtigsten Spieler des Teams entwickelt. Mit 49 Einsätzen und 14 Toren ist er sowohl der Rekordspieler als auch der Rekordtorschütze seines Landes.
N’Douassel debütierte bereits im Alter von 17 Jahren für die Nationalmannschaft und nahm seitdem an zahlreichen Qualifikationsturnieren für den Afrika-Cup und die Weltmeisterschaft teil. Er vertrat den Tschad unter anderem bei den Qualifikationen für die Weltmeisterschaften 2010, 2014, 2018 und 2022. Besonders hervorzuheben sind seine Leistungen in der WM-Qualifikation, wo er in 11 Spielen 2 Tore erzielte. N’Douassel war auch bei mehreren Austragungen des CEMAC-Cups, einem regionalen Turnier für zentralafrikanische Länder, im Einsatz. Seine Führungsqualitäten wurden durch die Ernennung zum Kapitän der Nationalmannschaft anerkannt.
In der Afrika-Cup-Qualifikation 2021 und 2024 war N’Douassel ebenfalls eine wichtige Stütze für sein Team. Trotz seiner beeindruckenden individuellen Leistungen konnte sich der Tschad bisher nicht für ein großes internationales Turnier qualifizieren. N’Douassel's jüngste Einsätze für die Nationalmannschaft datieren aus dem Jahr 2022, als er in zwei Spielen gegen Gambia zum Einsatz kam. Seine Treffsicherheit und Erfahrung machen ihn nach wie vor zu einem unverzichtbaren Spieler für die tschadische Auswahl. Mit 36 Jahren ist N’Douassel in der Nationalmannschaft immer noch aktiv.

## Persönliches
Ezechiel Aliadjim N’Douassel wurde am 22. April 1988 in N’Djamena, der Hauptstadt des Tschad, geboren. Er ist 190 Zentimeter groß und spielt auf der Position des Stürmers. N’Douassel ist tschadischer Staatsbürger und vertritt sein Heimatland seit 2005 in der Nationalmannschaft.

## Erfolge
Mit Torku Konyaspor
- TSYD-Pokal (Ankara): 2013